# Raimon Barneda
Raimundo Barneda Domingo, más conocido como Raimon Barneda, (nacido el 3 de diciembre de 1968 en Villanueva y Geltrú, Cataluña) es un exjugador de baloncesto español. Con 2.01 de estatura, su puesto natural en la cancha era el de alero. 

## Trayectoria
- Cantera FC Barcelona.
- Bàsquet Manresa (1988-1990)
- Club Ourense Baloncesto (1990-1993)
- Club Baloncesto Peñas Huesca (1993-1994)
- CB Huelva (1994-1995)
- Club Ourense Baloncesto (1995-1996)
- Vilanova (1996-1997)
- Baloncesto León (1996-1997)